# Emil Müller (Mathematiker)
Emil Adalbert Müller (* 22. April 1861 in Landskron; † 1. September 1927 in Wien) war ein österreichischer Mathematiker.

## Leben und Wirken
Müller studierte an der Universität Wien und der Technischen Hochschule Wien. 1885 legte er dort die Lehramtsprüfung ab. 1898 promovierte er in Königsberg bei Friedrich Wilhelm Franz Meyer (Die Geometrie orientierter Kugeln nach Grassmann’schen Methoden). Ab 1902 war er Professor für Darstellende Geometrie an der TH Wien wo er sich insbesondere um die Verbesserung der Lehre der darstellenden Geometrie bemühte und die Wiener Schule der Darstellenden Geometrie begründete. Von 1905 bis 1907 war er Dekan der Bauingenieurabteilung und 1912/13 Rektor. 1903 gründete er gemeinsam mit Ludwig Boltzmann und Gustav von Escherich die Österreichische Mathematische Gesellschaft. Einer seiner Schüler war Karl Strubecker.
Müller war Mitglied der Österreichischen Akademie der Wissenschaften und seit 1918 der Deutschen Akademie der Naturforscher Leopoldina.
Er war Mitglied der Wiener Burschenschaft Eisen.

## Schriften
- Lehrbuch der Darstellenden Geometrie für Technische Hochschulen
  - Erster Band B. G. Teubner, Leipzig Berlin 1908
  - Zweiter Band 2. Auflage, B. G. Teubner, Leipzig Berlin 1920
- Vorlesungen über Darstellende Geometrie, 3 Bände, Franz Deuticke, Leipzig Wien 1923 1931